# 10569 Kinoshitamasao
10569 Kinoshitamasao è un asteroide della fascia principale. Scoperto nel 1994, presenta un'orbita caratterizzata da un semiasse maggiore pari a 2,9115545 UA e da un'eccentricità di 0,0973706, inclinata di 13,55106° rispetto all'eclittica.